# Забарине (Берестинський район)
Заба́рине — село в Україні, у Берестинському районі Харківської області. Населення становить 396 осіб. Входить до складу Зачепилівської селищної територіальної громади.

## Географія
Село Забарине знаходиться на річці Вошива (в основному на лівому березі), вище за течією за 3 км розташоване село Лукашівка, нижче за течією на відстані 1 км — село Олександрівка.

## Історія
Село засноване 1800 року.
До 2017 року належало до Забаринської сільської ради. Відтак увійшло до складу Зачепилівської громади.
Після ліквідації Зачепилівського району 19 липня 2020 року село увійшло до Красноградського (Берестинського) району.

## Населення
Згідно з переписом УРСР 1989 року, чисельність наявного населення села становила 396 осіб, з яких 189 чоловіків та 207 жінок.
За переписом населення України 2001 року в селі мешкали 382 особи.

### Мова
Розподіл населення за рідною мовою за даними перепису 2001 року:
| Мова       | Відсоток |
| ---------- | -------- |
| українська | 93,18 %  |
| російська  | 4,80 %   |
| інші       | 2,02 %   |

## Економіка
- Молочнотоварна ферма.
- КСП ім. 8 Березня.

## Об'єкти соціальної сфери
- Школа I—II ст.
- Фельдшерсько-акушерський пункт.